# 広島県道・島根県道112号三次江津線
広島県道・島根県道112号三次江津線（ひろしまけんどう・しまねけんどう112ごう みよしごうつせん）は、広島県三次市から島根県江津市に至る一般県道である。

## 概要
広島県三次市三次町から島根県江津市江津町に至る。

### 路線データ
本線
- 起点：広島県三次市三次町（三次町交差点、国道375号交点）
- 終点：島根県江津市江津町（国道9号交点）
- 総延長：94.9 km（うち通行不能区間3.8 km、起点 - 島根県江津市桜江町後山（82.7 km）、江津市川平町南川上 - 終点（8.4 km））
- 通行不能区間：島根県江津市桜江町後山 - 江津市川平町南川上（3.8 km）

バイパス
- 起点：島根県江津市嘉久志町（国道9号江津道路交点）
- 終点：島根県江津市江津町（江津町交差点、国道9号交点）
- 総延長：0.4 km

## 歴史
- 2005年（平成17年）6月1日 - 広島県安芸高田市の区間（国道433号・国道434号重用区間を除く）における県道の管理権限が広島県から安芸高田市へ移譲される[1]。
- 2024年（令和6年）4月1日 - 広島県安芸高田市の区間（国道433号・国道434号重用区間に限る）における県道の管理権限が広島県西部建設事務所から広島県北部建設事務所へ変更される。

## 路線状況
路線名称からすれば県道の三江線となるが、JRの三江線とは異なり、いまだに全通していない。他路線との重用箇所があまりにも多く、存在意義は希薄になっている。
ずっと江の川左岸部を通るわけではなく、広島県安芸高田市高宮町佐々部 - 島根県邑智郡邑南町下口羽間は江の川右岸部を通っている。ちょうど重用区間に当たる上、地図や案内標識ではそのことは全く明記していないためずっと左岸部を通るものと誤解している人が多い。広島県三次市粟屋町 - 安芸高田市高宮町佐々部間など大型車通行困難箇所が多い。
島根県邑智郡邑南町矢上 - 邑智郡邑南町日和間（大利峠）や邑智郡邑南町・江津市境付近は12月15日 - 翌年3月15日の3ヶ月間通行止めになる。現在江津市中心部では本路線のバイパスが建設されており、すでに国道9号江津道路以北については完成している。ゆめタウン江津のすぐ東側の道に本路線の県道標識があるのはそのためである。

### 重複区間
- 国道54号・国道184号（広島県三次市粟屋町・落岩交差点 - 三次市粟屋町）
- 国道433号・国道434号（広島県安芸高田市高宮町佐々部 - 三次市作木町香淀（こうよど））
- 国道375号（広島県三次市作木町香淀 - 三次市作木町大津）
- 広島県道・島根県道4号甲田作木線（広島県三次市作木町大津 - 島根県邑智郡邑南町下口羽）
- 島根県道・広島県道7号浜田作木線（広島県三次市作木町大津 - 邑智郡邑南町矢上）
- 国道261号（島根県邑智郡邑南町井原）
- 島根県道327号市木井原線（島根県邑智郡邑南町井原 - 邑智郡邑南町矢上）
- 島根県道297号皆井田江津線（島根県邑智郡邑南町中野 - 邑智郡邑南町矢上）
- 島根県道41号桜江金城線（島根県江津市桜江町川戸）
- 島根県道221号川平停車場線（島根県江津市松川町長良 - 江津市川平町南川上）
- 島根県道298号跡市川平停車場線（島根県江津市川平町南川上）

### 道路施設

#### 橋梁
- 広島県
  - 祝橋（江の川、三次市） - 広島県内における最古の鋼橋
  - 式敷大橋（江の川、安芸高田市高宮町佐々部（江の川左岸部） - 三次市作木町香淀（江の川右岸部）、国道375号重複区間内）
  - 両国橋（三次市作木町大津（江の川右岸部） - 島根県邑智郡邑南町下口羽（江の川左岸部）、広島県道・島根県道4号甲田作木線重複区間内）
  - 松川橋（江の川、江津市）

#### トンネル
- 広島県
  - 門田（もんでん）トンネル：延長972 m、2010年（平成22年）竣工、三次市（国道375号重複区間内）
  - 熊見トンネル：延長732 m、1999年（平成11年）竣工、三次市（国道375号重複区間内）
  - 式トンネル：延長664 m、2002年（平成14年）竣工、三次市（国道375号重複区間内）
- 島根県
  - 宮尾山トンネル：延長113 m、2008年（平成20年）竣工、邑智郡邑南町（島根県道・広島県道7号浜田作木線重複区間内）
  - 伏谷トンネル：延長286 m、2012年（平成24年）竣工、邑智郡邑南町（島根県道・広島県道7号浜田作木線重複区間内）

## 地理

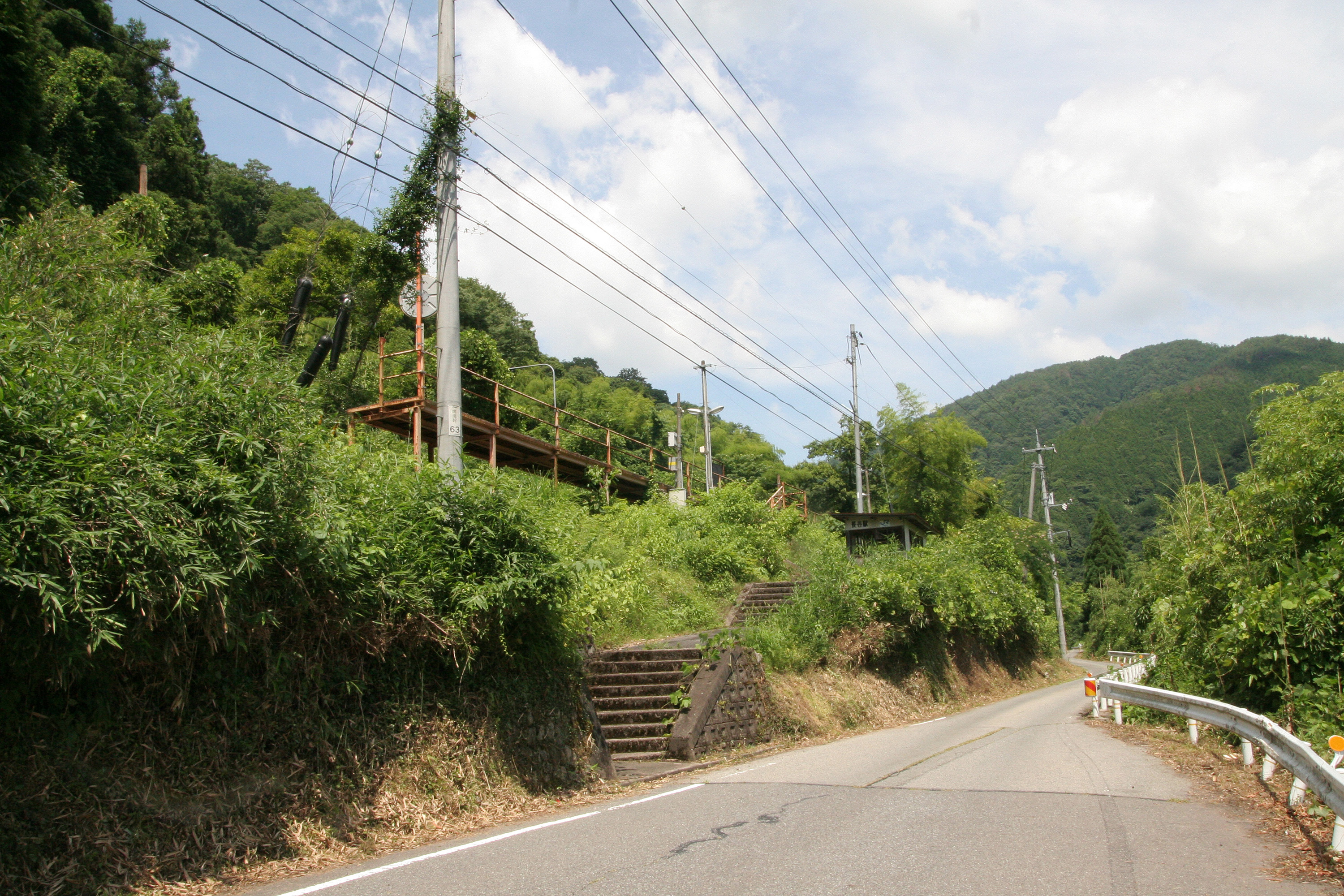
広島県三次市・JR長谷駅入口

### 通過する自治体
- 広島県
  - 三次市
  - 安芸高田市
  - 三次市
- 島根県
  - 邑智郡邑南町
  - 江津市

### 交差する道路
| 交差する道路 | 都道府県名 | 市町村名   | 市町村名   | 交差する場所           | 交差する場所                                                                                            |
| 本線 | 本線       | 本線       | 本線       | 本線                   | 本線 |
| --- | ---------- | ---------- | ---------- | ---------------------- | --- |
| 国道375号 国道433号 重複 国道434号 重複 広島県道39号三次高野線 重複                                                      | 広島県     | 三次市     | 三次市     | 三次町                 | 三次町交差点 / 起点                                                                                     |
| 国道54号 重複区間起点 国道184号 重複区間起点                                                                             | 広島県     | 三次市     | 三次市     | 粟屋町                 | 落岩交差点                                                                                              |
| 国道54号 重複区間終点 国道184号 重複区間終点                                                                             | 広島県     | 三次市     | 三次市     | 粟屋町                 | |
| 広島県道322号北船木線 | 広島県     | 安芸高田市 | 安芸高田市 | 高宮町船木             | |
| 国道433号 重複区間起点 国道434号 重複区間起点 広島県道・島根県道4号甲田作木線                                            | 広島県     | 安芸高田市 | 安芸高田市 | 高宮町佐々部           | |
| 国道375号 重複区間起点 国道433号 重複区間終点 国道434号 重複区間終点                                                     | 広島県     | 三次市     | 三次市     | 作木町香淀（こうよど） | |
| 広島県道436号香淀三次線                                                                                                  | 広島県     | 三次市     | 三次市     | 作木町香淀             | |
| 広島県道62号庄原作木線                                                                                                   | 広島県     | 三次市     | 三次市     | 作木町下作木           | 港交差点                                                                                                |
| 広島県道・島根県道4号甲田作木線 重複区間起点 島根県道・広島県道7号浜田作木線 重複区間起点                                | 広島県     | 三次市     | 三次市     | 作木町大津             | |
| 広島県道・島根県道4号甲田作木線 重複区間終点 島根県道294号邑南美郷線                                                     | 島根県     | 邑智郡     | 邑南町     | 下口羽                 | |
| 島根県道292号宇都井阿須那線                                                                                              | 島根県     | 邑智郡     | 邑南町     | 阿須那                 | |
| 島根県道31号仁摩邑南線 島根県道293号高見出羽線                                                                           | 島根県     | 邑智郡     | 邑南町     | 高見                   | |
| 国道261号 重複区間起点                                                                                                   | 島根県     | 邑智郡     | 邑南町     | 井原                   | |
| 国道261号 重複区間終点 島根県道327号市木井原線 重複区間起点                                                              | 島根県     | 邑智郡     | 邑南町     | 井原                   | 普明司（ふみょうじ）交差点                                                                              |
| 島根県道297号皆井田江津線 重複区間起点                                                                                   | 島根県     | 邑智郡     | 邑南町     | 中野                   | |
| 島根県道・広島県道7号浜田作木線 重複区間終点 島根県道297号皆井田江津線 重複区間終点 島根県道327号市木井原線 重複区間終点 | 島根県     | 邑智郡     | 邑南町     | 矢上                   | |
| 島根県道295号日貫川本線                                                                                                  | 島根県     | 邑智郡     | 邑南町     | 日和                   | |
| 島根県道41号桜江金城線 重複区間起点                                                                                      | 島根県     | 江津市     | 江津市     | 桜江町川戸             | |
| 島根県道41号桜江金城線 重複区間終点                                                                                      | 島根県     | 江津市     | 江津市     | 桜江町川戸             | |
| 通行不能区間 |            |            |            |                        | |
| 国道261号 島根県道221号川平停車場線 重複区間起点                                                                         | 島根県     | 江津市     | 江津市     | 松川町長良             | |
| 島根県道221号川平停車場線 重複区間終点 島根県道298号跡市川平停車場線 重複区間起点                                        | 島根県     | 江津市     | 江津市     | 川平町南川上           | |
| 島根県道298号跡市川平停車場線 重複区間終点                                                                               | 島根県     | 江津市     | 江津市     | 川平町南川上           | |
| 広島県道・島根県道112号三次江津線 / バイパス                                                                             | 島根県     | 江津市     | 江津市     | 江津町                 | 旧江津市役所前交差点                                                                                    |
| 国道9号 国道186号 重複                                                                                                   | 島根県     | 江津市     | 江津市     | 江津町                 | 終点 |
| バイパス |            |            |            |                        | |
| 国道9号 / 江津道路 | 島根県     | 江津市     | 江津市     | 嘉久志町               | バイパス起点【北緯35度0分27.6秒 東経132度13分13.3秒 / 北緯35.007667度 東経132.220361度】                |
| 広島県道・島根県道112号三次江津線 / 現道                                                                                 | 島根県     | 江津市     | 江津市     | 嘉久志町               | 江津商工会議所前交差点                                                                                  |
| 国道9号 国道186号 重複                                                                                                   | 島根県     | 江津市     | 江津市     | 江津町                 | 江津町交差点 / バイパス終点【北緯35度0分38.7秒 東経132度13分10.7秒 / 北緯35.010750度 東経132.219639度】 |

### 沿線
- 尾関山公園 - 三次市内の桜の名所
- 江の川
- 江の川カヌー公園さくぎ
- 川の駅常清
- 邑南町立阿須那小学校
- 邑南町立羽須美中学校
- 邑南町立東小学校
- 邑南町役場
- 江津市役所桜江支所
- 島ノ星山 - 柿本人麻呂の和歌に出てくる高角山ではないかと考えられている山。
- 人丸神社
- 山辺神宮
- 江津市立郷田小学校
- 江津本町の街並み
- 江津市役所
- ゆめタウン江津

### 峠
- 島根県
  - 仁〆峠（邑智郡邑南町、島根県道・広島県道7号浜田作木線重複区間内）
  - 大利峠（邑智郡邑南町）